# LINE Pay
LINE Pay是韓國Naver集團開發的行動支付平台，在韓國和臺灣之間能跨境使用。用戶可於合作商家以QR code或NFC等非接觸方式結帳付款，並可在LINE好友間免手續費進行轉帳。

## 韓國
韓國使用者可透過Hyundai Card app使用LINE Pay，目前可於台灣可使用LINE Pay的商家使用。

## 台灣
- 2014年12月，「LINE Pay」服務正式在LINE中上線。

- 2015年3月，LINE公司在台設立「連加網路商業股份有限公司」，由其專營LINE Pay，以進行第三方支付業務。

- 2025年7月24日，出資5億，設立全資子公司LINE Pay EPI Taiwan Limited(連加電子支付股份有限公司)。

- 2025年7月17日，金管會核發經營電子支付機構業務許可；LINE Pay(連加網路商業股份有限公司)設立全資子公司連加電子支付(LINE Pay EPI Taiwan Limited)經營電子支付業務[4]。

## 泰國

#### rabbit LINE Pay
2016年3月，LINE Pay與發行交通卡「Rabbit card」的BSS金控集團（BSS Holdings Co., Ltd）達成合作協議，並以冠名後的「rabbit LINE Pay」為企業形象，推出第三方支付及電子錢包等功能。

#### LINE BK
2020年10月20日，「LINE BK」社群銀行服務正式推出，為泰國首個純網路銀行，此服務由「KASIKORN LINE」（由LINE子公司「LINE Financial Asia」和開泰銀行子公司「KASIKORN Vision Company Ltd.」合資成立）提供，並可直接在LINE Pay中直接開立至多5個儲蓄帳戶。。

## 另見
- Naver集團
- 行動支付
- 連加網路

## 外部連結
- 官方网站 （繁體中文）（日語）（英文）